# Clásico de Avellaneda
La rivalité entre le Club Atlético Independiente et le Racing Club, appelée Clásico de Avellaneda, se réfère à l'antagonisme entre les principaux clubs de football d'Avellaneda, en Argentine. Les deux clubs font partie des « Cinq grands du football argentin ».

## Histoire

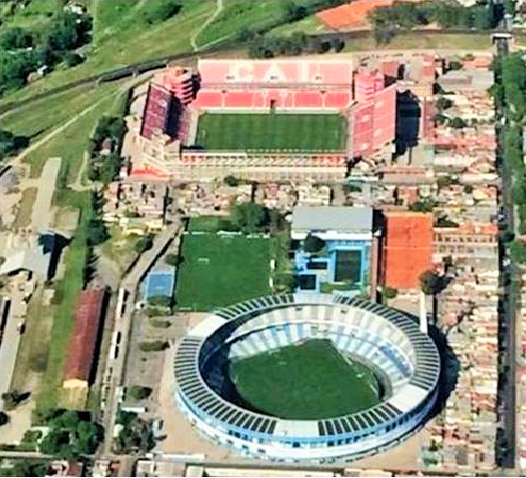
Vue aérienne sur Doble Visera et El Cilindro

Le Racing Club voit le jour en 1903 et le CA Independiente en 1905. Le Racing évolue au stade Presidente Juan Domingo Perón connu localement comme El Cilindro et l'Independiente évolue au stade Libertadores de América, connu localement comme Doble Visera. Les deux stades sont séparés de seulement 300 mètres.

### Origine de la rivalité
La rivalité sportive entre les deux clubs apparaît en 1907. L'ancienneté et la passion qui entourent ces confrontations font qu'une grande partie des amateurs de football du pays désignent cette opposition comme le premier Superclásico d'Argentine. Le terme de Superclásico reste cependant attribué aux rencontres entre le CA Boca Juniors et le CA River Plate, basés à Buenos Aires.

## Confrontations

### Historique des rencontres
Le premier Clásico de Avellanada a lieu le 9 juin 1907 et oppose alors les réserves des deux équipes principales à l'occasion du championnat argentin de troisième division. Independiente s'impose 3 buts à 2, grâce notamment à une réalisation de son attaquant Rosendo Degiorgi.
En septembre 2023, les deux clubs se sont affrontés à 234 reprises toutes compétitions confondues, avec un bilan de 89 victoires pour Independiente, de 70 victoires pour le Racing et de 75 matchs nuls.

### Violences
Le 26 novembre 1961 a vu le match le plus violent entre les deux clubs. L'arbitre est forcé de suspendre le jeu pendant six minutes en raison de combats entre les joueurs. L'arbitre expulse finalement quatre joueurs de chaque équipe. Le match se termine par un nul 1-1.
Le 13 août 2006, le derby d'Avellaneda est arrêté après que les violences entre supporters des deux équipes deviennent hors de contrôle. Independiente mène 2-0 dans son stade lorsque les fans du Racing déclenchent des émeutes et attaquent la police. Le match est définitivement arrêté par l'arbitre Horacio Elizondo et les trois points de la victoire sont finalement décernés à Independiente.
Dans la foulée, l'Argentine décide de prendre des mesures drastiques, en interdisant tous les déplacements des supporteurs visiteurs des quatre divisions du football argentin.

## D'un club à l'autre

### Joueurs
Ci-après la liste non exhaustive de joueurs ayant évolué dans les deux clubs :
- Roque Avallay
- Agustín Balbuena
- Gabriel Calderón
- Néstor Clausen
- Luis Alberto Carranza
- Emmanuel Culio
- Osvaldo Salvador Escudero
- Carlos Fren
- Esteban Fuertes
- Claudio Fernando Graf
- Miguel Ángel Ludueña
- Osvaldo Miranda
- Hilario Navarro
- José Omar Pastoriza
- Hugo Pérez
- Norberto Raffo
- Marcelo Saralegui
- José Serrizuela